# Toral de los Vados
Toral de los Vados ist eine Gemeinde mit 1.753 Einwohnern (Stand: 2024) im nordwestlichen Zentral-Spanien in der Provinz León in der Autonomen Gemeinschaft Kastilien-León. Die Gemeinde besteht neben dem Hauptort Toral de los Vados aus den Ortschaften Iglesia del Campo, Otero, Paradela de Arriba, Paradela del Río, Parandones, Penedelo, Peón, Sorribas, Valiña und Villadecanes.
2010 wurde die Gemeinde in Toral de los Vados umbenannt. Zuvor war sie nach Villadecanes benannt.

## Geografie
Toral de los Vados liegt etwa 115 Kilometer westlich von León in einer Höhe von ca. 530 m am Río Cúa. Durch die Gemeinde führt die Autovía A-6. 

## Bevölkerungsentwicklung
| Jahr        | 1900 | 1950 | 1970 | 1981 | 1991 | 2001 | 2011 | 2021 |
| ----------- | ---- | ---- | ---- | ---- | ---- | ---- | ---- | ---- |
| Einwohner   | 2361 | 3220 | 2726 | 2662 | 2495 | 2275 | 2193 | 1809 |
| Quelle: INE |      |      |      |      |      |      |      |      |

## Wirtschaft
Die Gemeinde ist Teil der Weinregion El Bierzo.

## Sehenswürdigkeiten
- Peterskirche in Paradela del Río

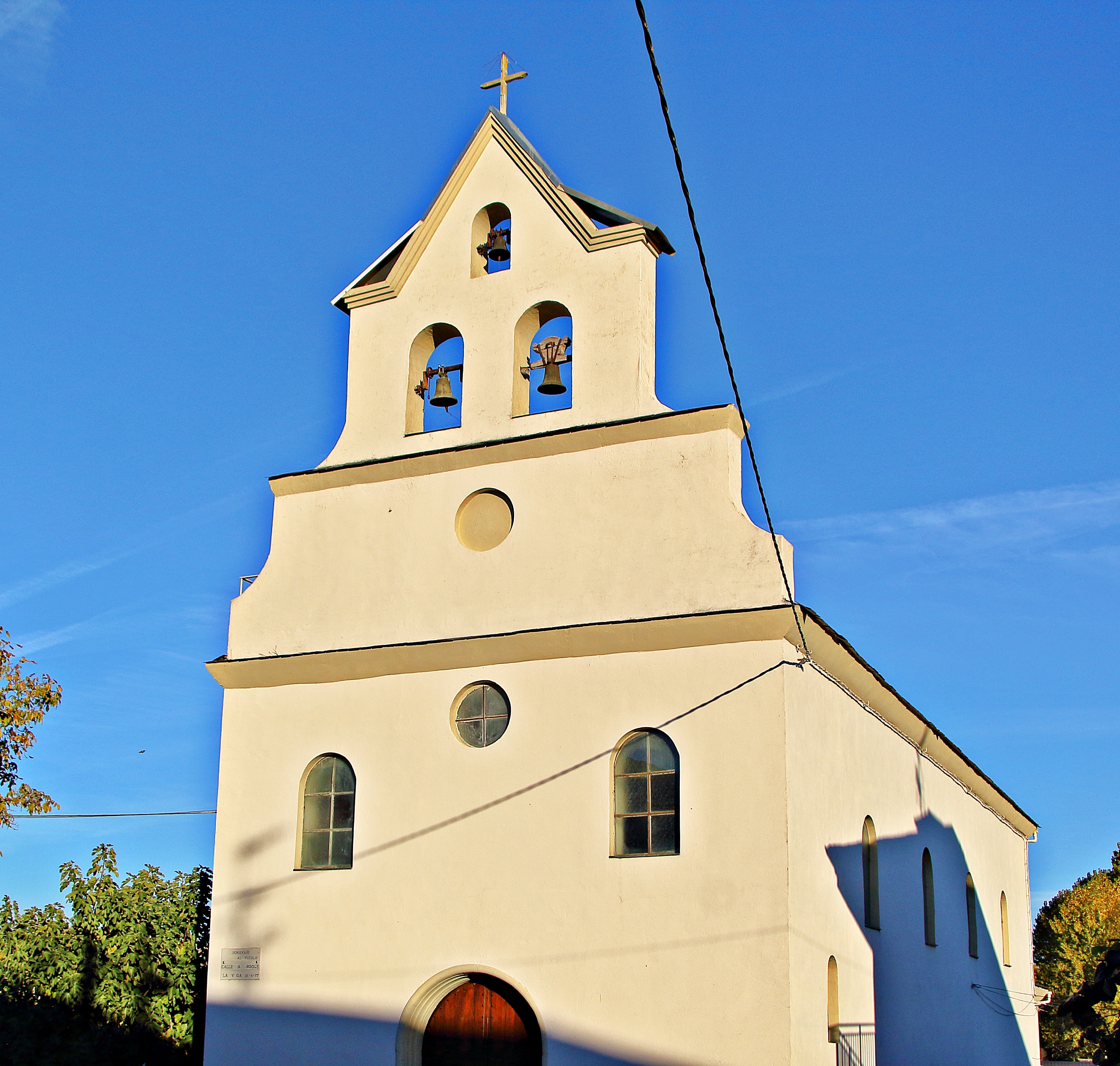
Peterskirche

## Persönlichkeiten
- Sampiro (956–1041), Bischof von Astorga (1034–1041)
- Juan López Fernández (genannt Jan, * 1939), Karikaturist und Comic-Zeichner, bekannt für die Superman-Parodie Superlópez (im Deutschen: Super-Meier)